# Thomisus candidus
Thomisus candidus är en spindelart som beskrevs av John Blackwall 1866. Thomisus candidus ingår i släktet Thomisus och familjen krabbspindlar. Inga underarter finns listade i Catalogue of Life.